# Liste des cours d'eau du bassin de la Bécancour
Cette liste répertorie les principaux cours d'eau du bassin versant de la rivière Bécancour classés de la rive droite vers la rive gauche  à partir de son embouchure sur l'estuaire du Saint-Laurent.
| Nom                 | Confluent                 | Rive   | Coordonnées                  | Longueur (km) | Source        | Coordonnées                  | Région                                |
| ------------------- | ------------------------- | ------ | ---------------------------- | ------------- | ------------- | ---------------------------- | ------------------------------------- |
| Bécancour, rivière  | Estuaire du Saint-Laurent | Droite | 46° 22′ 20″ N, 72° 26′ 47″ O | 196           | Lac Bécancour | 46° 04′ 29″ N, 71° 14′ 32″ O | Chaudière-Appalaches Centre-du-Québec |
| Moulin, rivière du  | Rivière Bécancour         | Droite | 46° 15′ 02″ N, 72° 01′ 21″ O | 5.9           | ruisseaux     | 46° 18′ 31″ N, 71° 56′ 45″ O | Centre-du-Québec                      |
| Palmer, rivière     | Rivière Bécancour         | Droite | 46° 19′ 06″ N, 71° 26′ 56″ O | 30.3          | ruisseaux     | 46° 10′ 19″ N, 71° 09′ 42″ O | Chaudière-Appalaches                  |
| Palmer Est, rivière | Rivière Palmer            | Droite | 46° 17′ 33″ N, 71° 16′ 23″ O | 16.3          | ruisseaux     | 46° 14′ 38″ N, 71° 07′ 47″ O | Chaudière-Appalaches                  |
| Whetstone, rivière  | Rivière Palmer            | Droite | 46° 14′ 16″ N, 71° 13′ 46″ O | 9.2           | ruisseaux     | 46° 13′ 33″ N, 71° 09′ 25″ O | Chaudière-Appalaches                  |
| Perry, rivière      | Rivière Palmer            | Gauche | 46° 14′ 49″ N, 71° 14′ 15″ O | 13.2          | ruisseaux     | 46° 09′ 50″ N, 71° 15′ 34″ O | Chaudière-Appalaches                  |
| Osgood, rivière     | Rivière Palmer            | Gauche | 46° 17′ 52″ N, 71° 22′ 39″ O | 21.4          | Rivière Gagné | 46° 11′ 08″ N, 71° 17′ 06″ O | Centre-du-Québec Chaudière-Appalaches |
| Gagné, rivière      | Rivière Osgood            | Gauche | 46° 11′ 30″ N, 71° 19′ 34″ O |               | ruisseaux     | 46° 09′ 31″ N, 71° 18′ 36″ O | Chaudière-Appalaches                  |
| Sunday, rivière     | Rivière Osgood            | Gauche | 46° 17′ 20″ N, 71° 22′ 15″ O | 13.3          | ruisseaux     | 46° 12′ 42″ N, 71° 17′ 39″ O | Chaudière-Appalaches                  |
| Dubois, rivière     | Rivière Bécancour         | Droite | 46° 06′ 16″ N, 71° 33′ 00″ O | 6.7           | ruisseaux     | 46° 07′ 46″ N, 71° 30′ 11″ O | Chaudière-Appalaches Centre-du-Québec |
| Bagot, rivière      | Rivière Bécancour         | Droite | 46° 04′ 28″ N, 71° 28′ 53″ O | 9.5           | ruisseaux     | 46° 06′ 43″ N, 71° 25′ 39″ O | Chaudière-Appalaches                  |
| Blanche, rivière    | Rivière Bécancour         | Droite | 46° 03′ 21″ N, 71° 20′ 37″ O | 8.2           | ruisseaux     | 46° 07′ 25″ N, 71° 22′ 25″ O | Chaudière-Appalaches                  |
| Pin, Rivière au     | Rivière Bécancour         | Droite | 46° 03′ 30″ N, 71° 28′ 32″ O | 31            | Lac Sunday    | 45° 53′ 42″ N, 71° 28′ 59″ O | Chaudière-Appalaches                  |
| Blanche, rivière    | Rivière au Pin            | Gauche | 45° 59′ 47″ N, 71° 27′ 42″ O | 12.2          | ruisseaux     | 45° 54′ 05″ N, 71° 30′ 28″ O | Chaudière-Appalaches                  |
| Larochelle, rivière | Rivière Bécancour         | Gauche | 46° 05′ 21″ N, 71° 31′ 21″ O | 15.7          | ruisseaux     | 46° 03′ 39″ N, 71° 32′ 42″ O | Chaudière-Appalaches                  |
| McKenzie, rivière   | Rivière Bécancour         | Gauche | 46° 13′ 54″ N, 71° 30′ 16″ O | 11.9          | ruisseaux     | 46° 14′ 19″ N, 71° 39′ 33″ O | Chaudière-Appalaches                  |
| Noire, rivière      | Rivière Bécancour         | Gauche | 46° 18′ 19″ N, 71° 52′ 15″ O | 42.4          | ruisseaux     | 46° 17′ 58″ N, 71° 33′ 35″ O | Centre-du-Québec                      |
| Barbue, rivière     | Rivière Noire             | Droite | 46° 18′ 25″ N, 71° 47′ 21″ O | 15.8          | ruisseaux     | 43° 19′ 50″ N, 71° 38′ 07″ O | Centre-du-Québec                      |
| Perdrix, rivière    | Rivière Noire             | Droite | 46° 18′ 03″ N, 71° 47′ 23″ O | 7.9           | ruisseaux     | 46° 18′ 11″ N, 71° 42′ 46″ O | Centre-du-Québec                      |
| Bourbon, rivière    | Rivière Bécancour         | Gauche | 46° 16′ 47″ N, 71° 55′ 11″ O | 37.9          | ruisseaux     | 46° 09′ 03″ N, 71° 40′ 00″ O | Centre-du-Québec                      |
| Blanche, rivière    | Rivière Bourbon           | Droite | 46° 11′ 41″ N, 71° 45′ 53″ O | 8.3           | ruisseaux     | 46° 11′ 41″ N, 71° 45′ 53″ O | Centre-du-Québec                      |
| Portage, rivière du | Rivière Bécancour         | Gauche | 46° 11′ 48″ N, 72° 11′ 03″ O | 12.5          | ruisseaux     | 46° 11′ 48″ N, 72° 11′ 03″ O | Chaudière-Appalaches                  |
| Goulet, rivière     | Rivière Bécancour         | Gauche | 46° 11′ 27″ N, 71° 57′ 57″ O | 10.1          | ruisseaux     | 46° 17′ 28″ N, 72° 23′ 07″ O | Centre-du-Québec                      |
| Blanche, rivière    | Rivière Bécancour         | Gauche | 46° 17′ 29″ N, 72° 23′ 04″ O | 51.1          | marécages     | 46° 08′ 06″ N, 72° 10′ 34″ O | Centre-du-Québec                      |
| Judith, rivière     | Rivière Bécancour         | Gauche | 46° 21′ 12″ N, 72° 26′ 29″ O | 6.6           | ruisseaux     | 46° 17′ 53″ N, 72° 28′ 10″ O | Centre-du-Québec                      |